# Вулвертон (Минесота)
Вулвертон (енгл. Wolverton) град је у америчкој савезној држави Минесота.

## Демографија
По попису из 2010. године број становника је 142, што је 20 (16,4%) становника више него 2000. године.
| Група             | 2000.       | 2010.       |
| Белци             | 118 (96,7%) | 136 (95,8%) |
| Афроамериканци    | 0 (0,0%)    | 0 (0,0%)    |
| Азијати           | 0 (0,0%)    | 0 (0,0%)    |
| Хиспаноамериканци | 3 (2,5%)    | 0 (0,0%)    |
| Укупно            | 122         | 142         |